# Place du Gast
La place du Gast est une place de Laval. 

## Situation et accès
Elle se trouve en bordure sud du centre-ville. Elle communique avec la place de Hercé, plus vaste, et est séparée d'elle par la bibliothèque Albert-Legendre.
La place se trouve en hauteur par rapport au reste de la ville. Elle formait, avec la place de Hercé, le cœur du quartier de l'aristocratie et de la bourgeoisie de Laval du XVIIe au XIXe siècle. 

## Origine du nom
Son nom, « gast », vient de l'ancien français. Une « terre gaste » signifiait une terre inculte.

## Historique
La place se trouve au sommet d'un plateau qui domine la Mayenne. Le sol est pauvre en terre végétale et l'endroit reste vide au Moyen Âge. Il sert toutefois de champ de foire et de lieu de promenade aux Lavallois. Au XVIIe siècle, la ville s'enrichit considérablement grâce à la production de toiles de lin, et le quartier devient un grand centre de négoce ainsi que le lieu de résidence des habitants les plus riches, qui font construire des hôtels particuliers. En 1731, des halles aux toiles sont construites pour abriter les marchands de toiles.
Ces halles aux toiles sont agrandies en 1852 et deviennent les « Galeries de l'Industrie ». Elles disparaissent en 1976 pour faire place à la bibliothèque Albert-Legendre.

## Bâtiments remarquables et lieux de mémoire
- L'hôtel Dubois de Beauregard[1], aux numéros 33 et 35, construit en 1772.
- Deux autres hôtels du XVIIIe siècle, aux numéros 4 et 22.